# Carlo Luigi di Borbone-Spagna
Infante Carlo Luigi di Borbone-Spagna, conte di Montemolin (Madrid, 31 gennaio 1818 – Trieste, 13 gennaio 1861), fu il primogenito maschio del pretendente carlista Carlo Maria Isidoro di Borbone-Spagna e della sua prima moglie Maria Francesca di Braganza: all'abidicazione paterna nel 1845 prese il nome di Carlo VI.

## Biografia
Carlo Luigi nacque nel Palazzo reale di Madrid e venne battezzato lo stesso giorno. Era il primogenito maschio del pretendente carlista Carlo Maria Isidoro di Borbone-Spagna, e della sua prima moglie, Maria Francesca di Braganza. Passò l'infanzia e l'adolescenza in esilio in Portogallo e in Inghilterra. Durante la prima guerra carlista, accompagnò il padre sul fronte settentrionale; alla fine della guerra, si stabilirono entrambi in Francia.
Divenne il pretendente al trono carlista dopo l'abdicazione di suo padre il 18 maggio 1845, che cercò con questa misura di facilitare il matrimonio tra Carlo Luigi e Isabella II, che non avvenne (Isabella II sposò Francesco d'Assisi di Borbone-Spagna nel 1846), tra l'altre cose, a causa della sua stessa posizione intransigente, poiché si oppose all'idea di Balmes di essere semplicemente il re consorte, sostenendo che l'unione dinastica dovrebbe essere come quella dei Re Cattolici, con pari diritti. Alla fine del 1846 Carlo Luigi pubblicò un manifesto in cui invocava la lotta armata.

## I tentativi di stabilirsi sul trono
Ad aprile tentò di entrare in Spagna, ma fu fermato al confine francese e tornò a Londra. Il 10 luglio 1850 Carlo Luigi sposò Maria Carolina delle Due Sicilie, quinta figlia di Francesco I delle Due Sicilie e di Maria Isabella di Borbone-Spagna; non ebbero figli.
Il ministro plenipotenziario degli Stati Uniti a Madrid, attraverso Antonio de Arjona e José María de Areizaga, indicò a Carlo Luigi che il suo governo gli avrebbe fornito tutto il denaro necessario per raggiungere il trono, in cambio dell'indipendenza di Cuba. Il conte di Montemolín rispose che preferiva vivere sempre in esilio piuttosto che minacciare l'integrità della Spagna.
Nel 1855 mantenne contatti con Francesco d'Assisi di Borbone-Spagna per giungere a una riconciliazione tra i due rami borbonici, ma fallì e, a maggio, si verificò una nuova insurrezione carlista in Spagna, che non ebbe conseguenze.
Nel marzo 1860 si recò alle Isole Baleari per tentare un'altra insurrezione con l'appoggio del capitano generale delle Isole Baleari, Jaime Ortega. Il 1 aprile, entrambi, alla testa di 4000 uomini, ignari delle loro intenzioni, si diressero verso San Carlos de la Rápita. Dopo lo sbarco, marciarono ad Amposta dove avrebbero passato la notte, ma ci fu un'insurrezione contro i comandanti al Creu del Coll, e i responsabili dovettero fuggire a Ulldecona. Il 21 aprile, l'esercito lo arrestò insieme al fratello Ferdinando e li portò a Tortosa, dove il 23 aprile abdicò ai suoi diritti al trono, come suo fratello.

## Morte
Liberati dal governo spagnolo, si recarono a Trieste, e il 15 giugno dichiararono nulle le abdicazioni fatte mentre erano detenuti, ma l'altro loro fratello, Giovanni Carlo, li ritenne validi e assunse i diritti al trono. La morte di Carlo Luigi, nel gennaio 1861 a Trieste, poco dopo quella di Ferdinando e della vedova di Carlo Luigi, Maria Carolina, lasciò Giovanni Carlo come erede della dinastia carlista, con il nome di Giovanni III.
Vennero sepolti a Trieste, nella cappella di San Carlo Borromeo nella Cattedrale di San Giusto.

## Ascendenza
|                                       |                           |                                     | Genitori                            |  |  | Nonni |  |  | Bisnonni            |  |  | Trisnonni           |  |
|                                       |                           |                                     |                                     |  |  |       |  |  | Carlo III di Spagna |  |  | Filippo V di Spagna |  |
|                                       |                           |                                     |                                     |  |  |       |  |  | Carlo III di Spagna |  |  | Filippo V di Spagna |  |
|                                       |                           | Elisabetta Farnese                  |                                     |  |  |       |  |  | Carlo III di Spagna |  |  |                     |  |
| Carlo IV di Spagna                    |                           |                                     |                                     |  |  |       |  |  | Carlo III di Spagna |  |  |                     |  |
|                                       |                           | Maria Amalia di Sassonia            | Augusto III di Polonia              |  |  |       |  |  |                     |  |  |                     |  |
|                                       |                           | Maria Amalia di Sassonia            | Augusto III di Polonia              |  |  |       |  |  |                     |  |  |                     |  |
|                                       |                           | Maria Amalia di Sassonia            | Maria Giuseppa d'Austria            |  |  |       |  |  |                     |  |  |                     |  |
| Carlo, conte di Molina                |                           | Maria Amalia di Sassonia            |                                     |  |  |       |  |  |                     |  |  |                     |  |
|                                       |                           | Filippo I di Parma                  | Filippo V di Spagna                 |  |  |       |  |  |                     |  |  |                     |  |
|                                       |                           | Filippo I di Parma                  | Filippo V di Spagna                 |  |  |       |  |  |                     |  |  |                     |  |
|                                       |                           | Filippo I di Parma                  | Elisabetta Farnese                  |  |  |       |  |  |                     |  |  |                     |  |
| Maria Luisa di Borbone-Parma          |                           | Filippo I di Parma                  |                                     |  |  |       |  |  |                     |  |  |                     |  |
|                                       |                           | Luisa Elisabetta di Borbone-Francia | Luigi XV di Francia                 |  |  |       |  |  |                     |  |  |                     |  |
|                                       |                           | Luisa Elisabetta di Borbone-Francia | Luigi XV di Francia                 |  |  |       |  |  |                     |  |  |                     |  |
|                                       |                           | Luisa Elisabetta di Borbone-Francia | Maria Leszczyńska                   |  |  |       |  |  |                     |  |  |                     |  |
| Carlo, conte di Montemolina           |                           | Luisa Elisabetta di Borbone-Francia |                                     |  |  |       |  |  |                     |  |  |                     |  |
|                                       | Pietro III del Portogallo | Giovanni V del Portogallo           |                                     |  |  |       |  |  |                     |  |  |                     |  |
|                                       | Pietro III del Portogallo | Giovanni V del Portogallo           |                                     |  |  |       |  |  |                     |  |  |                     |  |
|                                       | Pietro III del Portogallo | Maria Anna d'Asburgo                |                                     |  |  |       |  |  |                     |  |  |                     |  |
| Giovanni VI del Portogallo            | Pietro III del Portogallo |                                     |                                     |  |  |       |  |  |                     |  |  |                     |  |
|                                       |                           | Maria I del Portogallo              | Giuseppe I del Portogallo           |  |  |       |  |  |                     |  |  |                     |  |
|                                       |                           | Maria I del Portogallo              | Giuseppe I del Portogallo           |  |  |       |  |  |                     |  |  |                     |  |
|                                       |                           | Maria I del Portogallo              | Marianna Vittoria di Borbone-Spagna |  |  |       |  |  |                     |  |  |                     |  |
| Maria Francesca di Braganza           |                           | Maria I del Portogallo              |                                     |  |  |       |  |  |                     |  |  |                     |  |
|                                       |                           | Carlo IV di Spagna                  | Carlo III di Spagna                 |  |  |       |  |  |                     |  |  |                     |  |
|                                       |                           | Carlo IV di Spagna                  | Carlo III di Spagna                 |  |  |       |  |  |                     |  |  |                     |  |
|                                       |                           | Carlo IV di Spagna                  | Maria Amalia di Sassonia            |  |  |       |  |  |                     |  |  |                     |  |
| Carlotta Gioacchina di Borbone-Spagna |                           | Carlo IV di Spagna                  |                                     |  |  |       |  |  |                     |  |  |                     |  |
|                                       |                           | Maria Luisa di Borbone-Parma        | Filippo I di Parma                  |  |  |       |  |  |                     |  |  |                     |  |
|                                       |                           | Maria Luisa di Borbone-Parma        | Filippo I di Parma                  |  |  |       |  |  |                     |  |  |                     |  |
|                                       |                           | Maria Luisa di Borbone-Parma        | Luisa Elisabetta di Borbone-Francia |  |  |       |  |  |                     |  |  |                     |  |
|                                       |                           | Maria Luisa di Borbone-Parma        |                                     |  |  |       |  |  |                     |  |  |                     |  |